# 죽산 안씨
죽산 안씨(竹山 安氏)는 경기도 안성시 죽산면을 본관으로 하는 한국의 성씨이다. 2015년 대한민국 통계청 인구주택총조사에서 77,026명으로 조사되었다. 

## 구 죽산 안씨
구 죽산 안씨(舊竹山安氏)는 안준(安濬)과 안영의(安令儀)를 기세조로 하는 두 계통이 있다. 
안영의(安令儀)의 증손 안전(安戩)은 고려 충렬왕 때 도지휘사(都指揮使)를 지냈다. 
안준(安濬)의 7세손인 안극인(安克仁)은 고려 공민왕의 계비인 정비(定妃)의 아버지로서 죽성군(竹城君)으로 봉군되었다. 

## 신 죽산 안씨
신 죽산 안씨(新竹山安氏) 순흥안씨 시조 안자미의 6세손 안원형(安元衡)은 고려 공민왕 때 문하시중(門下侍中)을 역임하며 죽성군(竹城君)에 봉해졌다고 한다. 순흥안씨 시조 안자미의 세 아들 중 첫째아들 1파 후계로 죽성군파이다.  
안원형의 손자 안노생(安魯生)이 1376년(고려 우왕 2년) 문과에 급제하여 조선 태종 때 예조참의(參議)와 경기도관찰사 등을 역임하였다. 
11세손 안방준(安邦俊)은 효종 때 공조참의를 역임하였다.

## 본관
죽산(竹山)은 경기도 용인시(龍仁市)과 안성시(安城市) 일부에 속해있던 지명이다. 고구려의 개차산군(皆次山郡)이었는데, 757년(신라 경덕왕 16)에 개산군(介山郡)으로 고쳤다. 고려 초에 죽주(竹州)로 고치고, 현종 때 광주(廣州)로 속하였다. 1413년(조선 태종 13)에 죽산현(竹山縣)으로 개칭하였고, 1543년(중종 38) 죽산도호부(竹山都護府)로 승격되었다. 1896년 경기도 죽산군이 되었다. 1914년 군면 폐합으로 원일면(遠一面)과 근삼면(近三面) 일부는 용인군(龍仁郡)에 합해지고, 나머지 지역은 안성군(安城郡)에 편입되었다.

## 인물
안중근은 순흥안씨이다

## 같이 보기
- 광주 안씨
- 순흥 안씨
- 탐진 안씨